# هتل قدیم رامسر
هتل قدیم رامسر هتلی در مرکز شهر رامسر است که در فهرست آثار ملی ایران ثبت شده‌است. این هتل در خیابان شهید رجایی قرار دارد و معماری آن شباهت زیادی به سبک آرت دکو دارد. طرحهایی برای تبدیل هتل به موزه توسط مدیریت آن در دست بررسی است. گرچه هم اکنون به صورت غیر رسمی حالت موزه دارد.

## پیشینه ساخت هتل
با آغاز دوره پادشاهی رضا شاه پهلوی، اهل دربار سفرهای زیادی به اروپا انجام می‌دادند و شیفتهٔ پیشرفت، نظم و آثار فرهنگی و تمدنی در کشورهای اروپایی شده بودند و هنگامی که از سفر بازمی‌گشتند؛ از هنرمندان و استادان ایران می‌خواستند که آثاری همانند آنچه که در اروپا دیدند را خلق کنند. محقق‌شدن این درخواست‌ها نیازمند این بود که فنون و روش‌هایی متفاوت با فنون سنتی رایج به کار گرفته شود. از این رو آثاری که به‌وجود می‌آمدند؛ یا کاملاً تقلید از نمونه‌های خارج بودند یا آمیزه‌ای از فرهنگ ایرانی با سایر کشورها بودند. عواملی مانند ملی‌گرایی، باستان‌گرایی و نظامی‌گری نیز در خلق این آثار نقش داشت.
در دهه اول سلطنت پهلوی تا میانه‌های دهه دوم، به دلیل نبود آموزش عالی دانشگاهی در رشته‌های گوناگون مهندسی، بیشتر مهندس‌هایی که بعداً در ایران به فعالیت مهندسی و معماری پرداختند، کسانی بودند که در سال‌های ۱۳۰۰ به بعد به اروپا رفته و از سال‌های ۱۳۱۴ به بعد وارد ایران شده بودند، از این رو برخی کارشناسان طراحی و ساخت پروژه هتل قدیم توسط مهندسین غیر ایرانی مانند مهندسان کشور آلمان را؛ امری بدیهی می‌دانند. گفته می‌شود که یک ایرانی ارمنی زبان مقیم آلمان به نام مهندس غریبیان نقشهٔ این هتل را طراحی کرده‌است. در خصوص برآورد هزینه انجام شده برای ساخت این هتل اطلاعات دقیقی در دسترس نیست.
این بنا بر اساس معماری تخت جمشید و ایران باستان ساخته شده‌است. این بنا هم‌چون بناهای ایران باستان پله‌هایی باشکوه دارد و نقش برجسته فضای داخلی آن تزیین شده‌است. زیبایی این بنا به حدی است که پادشاه مغرب زمین دستور داد ساختمانی نظیر آن در مغرب بسازند. نویسنده کتاب (دخترم فرح) چنین ادعایی را در کتاب خود دارد.
طرح هتل قدیم، در سال ۱۳۰۷ (در برخی منابع ۱۳۱۰) توسط مهندسان آلمانی تهیه و در سال ۱۳۱۲ یا ۱۳۱۱ (در برخی منابع ۱۳۱۷) خورشیدی به بهره‌برداری رسید. سبک معماری این هتل شباهت زیادی به معماری آرت دکو اروپا دارد. ساخت این هتل سه سال به طول انجامید.
این هتل دارای یک زیرزمین است که بعدها به سفره‌خانه سنتی تبدیل شد. اروپایی‌ها و به ویژه آلمانی‌ها در ساخت هتل نقش بسزایی داشتند و این هتل مجموعه‌ای از سلیقه‌های آلمانی، انگلیسی و ایتالیایی را در خود گردآورده است. طراحی داخلی هتل توسط انگلیسی‌ها انجام شد و ایتالیایی‌ها هم طراحی محیط بیرون آن را انجام دادند.
ورودی اصلی این هتل در سمت شمال است و پلکان سراسری آن؛ با مجسمه‌های دختران مشعل به دست، رستم و سهراب، شیرهای غُرّان و گلدان‌های تزیینی آراسته شده‌است. در دو سمت نمای بالای هتل، دو نقش برجسته نبرد انسان با شیر و گاو به چشم می‌خورد. ورودی هر طبقه با ستون‌های تزیینی گچی و طاق‌های هلالی تزیین شده و نرده‌های پلکان داخلی؛ از چوب‌های خراطی شده و طرح‌های گلدانی شکل است.
بیشتر سقف‌های هتل دارای گچ‌بری از نوع گیاهی؛ و ورودی اتاق‌ها دارای تزئینات گچی از نوع شمسه‌ای و پر طاووس است. در جنوب هتل یک باغ قرار دارد و در فاصله‌های مختلف؛ جایگاه‌های ویژه برای استراحت و پذیرایی مهمانان در نظر گرفته شده‌است.
گفته می‌شود در این اثر تاریخی از آهن استفاده نشده و تمام مصالح آن از آجر، بتن و سیمان است. تمامی آجر این بنا از کورهٔ آجرپزی که در پشت حوزهٔ علمیه کنونی قرار دارد تأمین شد. هم‌زمان با ساخت این هتل؛ چهار ویلای بزرگ نیز برای پذیرایی از مهمانان عالی‌رتبه کشور ساخته شد. چهار ویلای کوچک نیز برای سرایداران و خدمه ایجاد شد که به عنوان پختن غذای مهمانان نیز مورد استفاده قرار می‌گرفت. مهندس و نقشه‌بردار این ویلاها شخصی به نام اشکودا از شوروی بود.
هتل قدیم رامسر با بلوار مقابل خود در یک راستا قرار دارد و از ایوان هتل؛ می‌توان انتهای بلوار که به کازینو و دریا منتهی می‌شود را دید. در حیاط پشتی این هتل نمادی نصب شده که ۴۰ نماینده از ۴۰ کشور صلح و دوستی در هنگام سفر خود به ایران در گذر از رامسر و اقامت در هتل قدیم رامسر آن را نصب کردند. به جهت قرار گرفتن این هتل در طبیعت زیبای رامسر و قرار گرفتن جنگل سرسبز پشت هتل، و هماهنگی رنگ سفید هتل و جنگل سبز، بنای هتل را بیشتر در دید رهگذران و مسافران قرار داده‌است.

## باغ و بلوار مقابل هتل
در جنب شمال هتل؛ یک محوطه بزرگ که شامل باغ و یک بلوار مستقیم با طول زیاد است؛ قرار دارد. در باغ مقابل هتل؛ از فنون باغ‌سازی غربی استفاده شده‌است و شکل چراغ‌ها، مجسمه‌ها و حوض‌ها نتیجهٔ اندیشه نوگرایانه در این فضای شهری است. این باغ و بلوار در پهنه‌ای به اندازه تقریباً دو کیلومتر در میان کوه و دریا ایجاد شد و دو عنصر اصلی آن را هتل قدیم در کوه پایه و کازینوی کنار ساحل تشکیل می‌دهد. دیگر بخش‌های مهم این مجموعه؛ هتل جدید، عمارت شهربانی است. این مجموعه به گونه‌ای ساخته شده که هتل قدیم به واسطه یک بلوار مستقیماً به کازینوی کنار ساحل می‌رسد. در ابتدا؛ بلوار حالت آسفالت داشت، اما بعدها به پیاده‌راه تبدیل شد و در دو سوی آن هم جاده ساخته شد.

## وضعیت هتل و محوطه در دوره‌های مختلف

### دوره پهلوی
تا اواخر دههٔ ۳۰، بلوار مابین هتل و کازینو به صورت آسفالت بود و در دو طرف آن دو باغچهٔ سراسری قرار داشت. رودخانهٔ بلوار؛ در مسیر طبیعی خودش در دو نقطه بلوار را قطع می‌کرد که در آن نقاط پل زده شد. زمین‌های دو طرف بلوار هم بیشتر زراعتی بودند و در سمت شرق بلوار هم فرودگاه ساخته شد. در این دوره؛ محوطهٔ هتل قدیم، شامل بناهای هتل، کاخ و چهار ویلای اختصاصی است. تیرهای چراغ برق، مجسمهٔ دختران و گوی و سایر مجسمه‌های انسانی؛ از مهم‌ترین تزئینات محوطه در این دوره بودند.
از دهه چهل به بعد؛ معماری این مجموعه بیشتر تحت تأثیر معماری نوگرا در کشورهای اروپایی بود و تغییراتی که در مجموعه داده شد؛ بر اساس معماری نو در آن کشورها است. هرچند معماری بلوار و کازینو تغییر شاخصی نکرد و زمین‌های زراعی در دو طرف بلوار هم با تقسیم‌های هندسی کوچکی همچنان وجود داشت؛ اما در منطقه شمالی باغ مرکبات؛ پوشش باغی آهسته‌آهسته جایگزین پوشش زراعی شد. روستای اطراف ضلع شرقی کمربندی هم کم‌کم گسترش یافتند. در این سال‌ها هتل جدید نیز با وسعتی تقریباً دوبرابر هتل قدیم؛ در کنار هتل قدیم ساخته شد.
طرح ساخت هتل جدید توسط یک مهندس کرمانی به نام سام در سال ۱۳۳۱ خورشیدی تهیه شد و در مکان یکی از ویلاهای قبلی ساخته شد و در سال ۱۳۳۹ خورشیدی بهره‌برداری از آن آغاز شد. پس از مدتی نیز متل کازینو و پلاژ هم در کنار بلوار ساخته شد و به بهره‌برداری رسید. در اطلاعات سالانه ۱۳۳۹ (ص ۵۶) خورشیدی دربارهٔ این بنا آمده‌است که: «رامسر نه تنها از زیباترین پلاژهای ایران، بلکه خاورمیانه و آسیاست. این شهر دارای هتل بدیع، ویلاهای زیبا، کازینو و جنگل‌های سرسبز ایران و بالاخره یکی از بهترین نقاط شمال ایران به‌شمار می‌آید». هم‌زمان با تأسیس بناهای مذکور، کاخ مرمر هم در محوطه هتل ساخته شد.
هتل جدید که از نمای رو به رو؛ در سمت راست هتل قدیم قرار گرفته؛ از سه و چهار طبقه با زیربنای تقریبی ۱۵۰۰ متر برای هر طبقه تشکیل شده‌است و مابین سالهای ۱۳۳۵ تا ۱۳۳۷ برای اتصال به هتل قدیم؛ توسط سازمان مهمانخانه‌های بنیاد پهلوی سرمایه‌گذاری شد و به اجرا درآمد. برخی کارشناسان می‌گویند هتل جدید و هتل قدیم هیچ‌گونه هماهنگی با یکدیگر ندارند؛ زیرا به اعتقاد آن‌ها؛ نمای کشیده و منظم هتل جدید؛ ضربه شدیدی به دید و منطقه هتل قدیم زده‌است و آن را از حالت نمادین قبل درآورده است. در زمان پهلوی دوم یکی از مجسمه‌های رضاشاه نیز در باغ مرکبات قرار داده شد.
از دهه پنجاه به بعد تغییرات بیشتر بر روی بلوار و اماکن شهری پیرامون هتل استوار بود. بلوار مابین هتل و کازینو بیشتر کارکرد پارکینگ عمومی به خود گرفت. محوطهٔ فرودگاه نیز در سمت شرقی هتل گسترش می‌یابد. باغ مرکبات تغییر محسوس کوچکی کرد و دو مسیر فرعی ورودی از جنوب باغ؛ به آن اضافه شد.

### دوره جمهوری اسلامی
پس از اینکه جمهوری اسلامی بر ایران حاکم شد، تزئینات و مجسّمه‌های محوطهٔ هتل که خلاف اسلام دیده می‌شد تخریب یا برداشته شد. اماکنی هم که بیشتر مورد استفاده گردشگرهای خارجی یا ایرانی‌های غرب‌گرا بود نیز عمدتاً بی استفاده ماند؛ مانند کازینو که به یک مهمانخانه عادی تبدیل شد.
در سال‌های ابتدایی تشکیل جمهوری اسلامی؛ برخی از نهادها سعی داشتند که آن جا را تبدیل را به پایگاه خود کنند، کارکنان هتل قدیم به خاطر علاقه‌ای که به شغل‌شان و این بنا داشتند در مقابل تغییر کاربری هتل بسیار مقاومت کردند.
در این دوره اماکن اسلامی همچون مسجد و مدرسه علوم دینی در جلوی محوطه هتل در کنار جاده اصلی ایجاد شد و افزون بر آن؛ اماکنی همچون دادگستری در کنار بلوار به‌وجود آمد. در سال‌های اخیر در محوطه هتل برخی امکانات همچون صندلی، تیر چراغ و سطل زباله قرار داده شد که از طرح‌های ساده و ارزان در آن استفاده شده‌است. این هتل در دوران جنگ ایران و عراق؛ مانند سایر بخش‌های گردشگری معلّق و بلاتکلیف ماند.
هم‌اکنون در کنار این هتل ساختمانی دیگر با معماری مشابه ساخته شده و با نام هتل جدید در حال ارائه خدمات گردشگری است. هتل قدیم نیز با همین نام اقدام به اسکان مسافران می‌نماید. این هتل اکنون جزو گروه هتلهای پارسیان است و مالکیت آن با بنیاد مستضعفان جمهوری اسلامی ایران می‌باشد.
در پنجم دی‌ماه ۱۳۹۸ سالن آمفی‌تئاتر هتل رامسر دچار آتش‌سوزی شدید شد و این سالن و سینمای آن به‌طور کامل نابود شدند. پیش‌تر آتش‌نشانی به مسئولان مجموعه بابت سیم‌کشی‌های فرسودهٔ هتل هشدار داده بود.

## دیگر کاربری‌ها
- ۲ قسمت از سریال کارآگاه علوی در این هتل ساخته شد.
- در سال ۱۳۴۹ میزبان اولین کنفرانس، کنوانسیون حفظ تالابهای رامسر که مقر آن در لندن می‌باشد بوده‌است.
- صحنه‌های از سریال روزگار قریب در این هتل فیلم‌برداری شد.
- بخش‌هایی از سریال خط قرمز در کنار این هتل فیلم‌برداری شد.

## نگارخانه
- پرونده:9301.jpeg

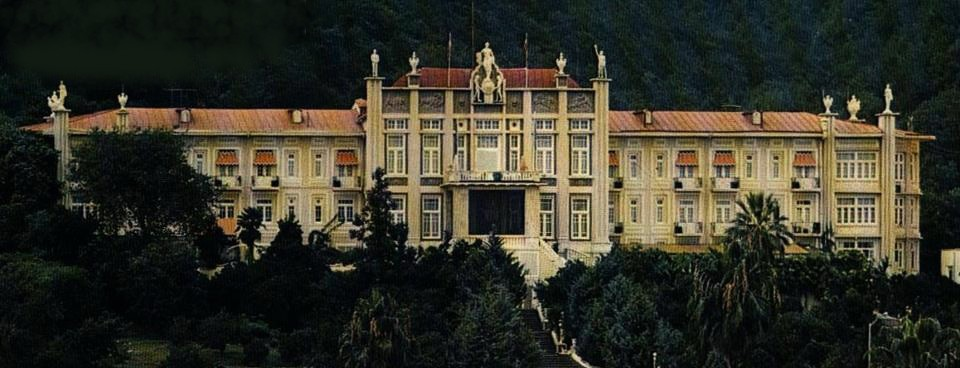
هتل قدیم در دوره پهلوی
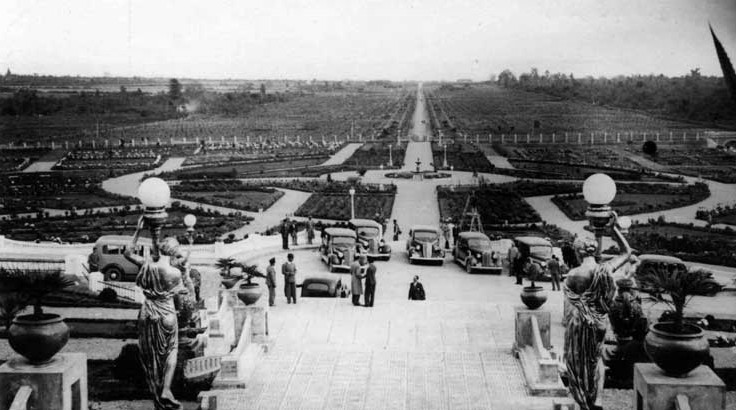
نمای مقابل هتل قدیم در دوره رضاشاه
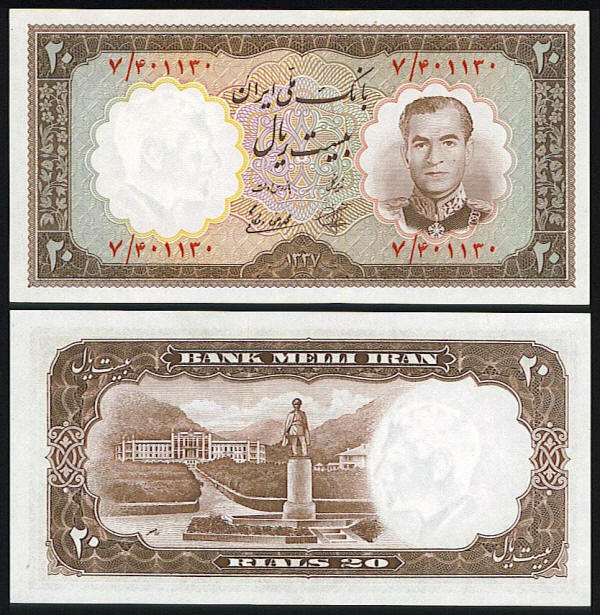
بیست ریالی - پشت اسکناس تصویر مجسمه رضاشاه در جلوی هتل قدیم رامسر.
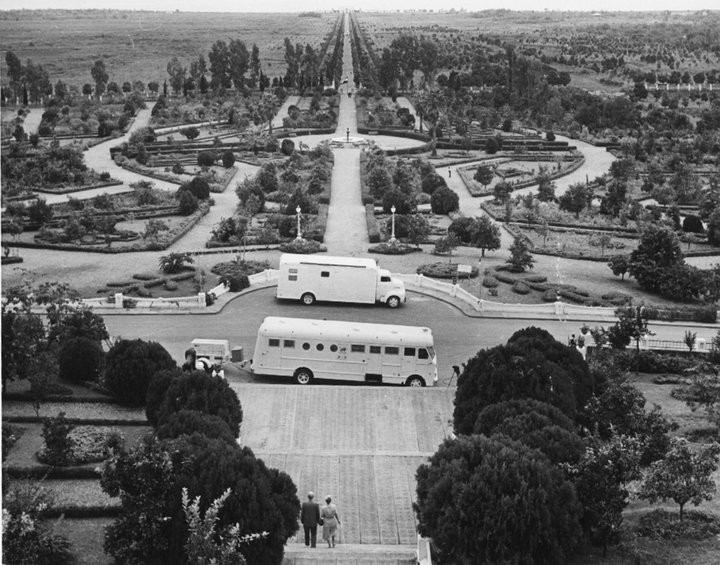
نمای محوطه هتل در سال ۱۳۵۲ خورشیدی